# Wuke
Wuke (chinois : 无可 ; chinois traditionnel : 無可 ; pinyin : Wǔkè ; Wade : Wuk'o) est un moine et poète de la dynastie Tang dont les dates de naissance et de décès sont inconnues. Originaire de Fanyang, il est le cousin cadet du poète de Jia Dao. C'est une figure importante de la poésie bouddhiste et il fait partie des moines les plus prolifiques et les plus célèbres de cette époque p. 36. Il est d’égale renommée à celle de Jia Dao et Zhou He.

## Biographie
Jia Qu naît pendant la dynastie Tang. Les années de naissance et de décès sont inconnues. Il est originaire de Fanyang (actuel comté de Zhuo, Hebei). C'est le  cousin cadet de Jia Dao, du côté maternel p. 133.
Jia Qu devient moine dès son jeune âge et prend le nom de Wuke p. ii et c'est sous son nom de moine qu'il est connu. Il arrive à la capitale Chang'an pendant la période Yuanhe (806-821) et vit un certain temps avec Jia Dao au temple Qinglong. Puis, il vit au temple Xiantian. Il voyage également dans des régions comme Wuyue, Lingnan, de Yuezhou, Huxiang  et le mont Lu.
Pendant les périodes Kaiyuan (836-841) et Huichang (841-847), il réside au temple Baige (Temple blanc) du mont Zhongnan et dans la vallée de Shugu du mont Hua, se faisant appeler le « moine du temple Baige » (白阁僧) ou le « moine de la Vallée des Arbres » (树谷僧).
Même si Wuke est moine, il écrit un grand nombre de poèmes à des laïcs qui sont, pour la plupart, des lettrés de différents milieux p. 36. À cette époque, il échange des poèmes avec Yao He, Ma Dai, Gu Feixiong, Duan Chengshi,. Il a de nombreuses relations et ses allées et venues sont fréquentes p. i. Malgré ses liens pragmatiques « avec le monde de l’administration, les moines-poètes tels que… Wuke… maintenaient des liens étroits avec la communauté bouddhiste et représentaient ces liens dans leurs œuvres littéraires. » p. 38.
Sa date et son lieu de décès sont inconnus.
Comparé aux autres poètes-moines de son époque, qui étaient obsédés par la gloire officielle, Wuke peut être considéré comme détaché, une attitude qui se reflète dans son ouverture à diverses pensées philosophiques p. i.

## Calligraphie
En plus d’être un grand poète, Wuke excelle en calligraphie, s’inspirant du style de Liu Gongquan (en) (柳公权) p. i.

## Poésie
L’Histoire des talents de la dynastie Tang (唐才子传) le décrit comme ayant une discipline rythmique stricte, et ses compositions sont claires et raffinées. Il excelle dans les poèmes à cinq caractères et les vers réguliers. Sa renommée poétique est comparable à celle de Jia Dao et Zhou He p. i.
Il a écrit deux rouleaux de poésie avec des vers à cinq caractères d’une très grande qualité p. i. Aujourd’hui, le recueil Poème du moine Wuke (僧无可诗) est encore transmis.
Dans Poésie complète de la dynastie Tang (全唐诗), environ cent poèmes de Wuke — bien que certains aient été collectés par erreur — sont enregistrés dans les volumes 813 et 814.

### Poème

#### En automne, adressé à mon cousin Jia Dao(秋寄从兄贾岛)
| Chinois traditionnel 暝蟲喧暮色， 默思坐西林。 聽雨寒更徹， 開門落葉深。 | Traduction libre Les insectes nocturnes bourdonnent dans la pénombre. Assis, je pense silencieusement dans la forêt de l’ouest. J’écoute la pluie, le froid pénètre encore plus, J’ouvre la porte sur un tapis profond de feuilles. |
| 昔因京邑病， 並起洞庭心。 亦是吾兄事， 遲迴共至今。                      | Autrefois, à cause des troubles à la capitale, Nos avons rêvé d’aller au lac Dongting. C’est aussi ce qui préoccupe mon frère aîné, Et nous hésitons encore à le faire aujourd’hui.                                                 |